# Gonomyia neobifida
Gonomyia neobifida är en tvåvingeart som beskrevs av Alexander 1953. Gonomyia neobifida ingår i släktet Gonomyia och familjen småharkrankar. Inga underarter finns listade i Catalogue of Life.